# Brahim Díaz
Brahim Abdelkader Díaz (Màlaga, 3 d'agost de 1999) és un futbolista professional hispano-marroquí que juga com a centrecampista al Reial Madrid CF i a la selecció de futbol del Marroc, encara que de jove jugà a la selecció espanyola de futbol sub-21.

## Carrera de club
Díaz va començar a l'equip de la seva ciutat natal, Màlaga, i va passar al Manchester City el 2015, als 16 anys amb un traspàs de 200.000 lliures. El 21 de setembre de 2016, Díaz va debutar amb el primer equip del City, entrant al minut 80 per substituir Kelechi Iheanacho en un partit de Copa de la Lliga contra el Swansea City. Cinc dies després va signar el seu primer contracte professional amb el City, per tres anys. El 27 de juliol 2017, Díaz va jugar contra el Reial Madrid en un partit amistós de pretemporada i va marcar l'últim gol de la victòria del City per 4–1. El 21 de novembre de 2017, Brahim va debutar a la Lliga de Campions contra el Feyenoord, substituint Raheem Sterling en temps afegit.
El 19 de desembre de 2017, Díaz va ser titular per primera vegada, jugant 88 minutes contra el Leicester City a la Copa de la Lliga. Va debutar a la Premier League el 20 de gener de 2018, en una victòria per 3–1 contra el Newcastle United. i el 13 de maig va rebre'n la medalla de guanyador en haver jugat en quatre partits més de lliga al llarg de la temporada.
El 5 d'agost, al partit de la Community Shield a Wembley, Díaz va jugar els últims 15 minuts substituint Phil Foden en la victòria per 2–0 contra el Chelsea FC. Més tard aquella temporada, Díaz marcaria el seu primer gol professional amb el City, en fer un doblet en una victòria per 2–0 contra el Fulham FC el dia 1 de novembre.

### Reial Madrid
Després de moltes especulacions sobre el seu traspàs, degudes al fet que el seu contrate amb el Manchester City expirava el juny de 2019, i a les poques oportunitats que tenia al City de Pep Guardiola, Díaz va fitxar pel Reial Madrid el 6 de gener, a canvi de 15.5 milions de lliures (17 milions d'euros). El contracte, fins al 2025, incloia plusos addicionals, que podrien incrementar la quantitat fins als 22 milions de lliures (24 milions d'euros). La venda incloïa també clàusules que estipulaven plusos del 15 per cent a rebre pel City, que podrien incrementar-se fins al 40 per cent en cas que Díaz deixés el Madrid per marxar a "un altre club de Manchester".

## Carrera internacional
Díaz va néixer a Màlaga, Andalusia de pare melillenc (i àvia marroquina), i mare espanyola. És internacional juvenil per Espanya. Als 16 anys va ser elogiat per les seves actuacions en l'Eurocopa Sub-17 que es va jugar a l'Azerbaidjan.

## Estadístiques
A l'últim partit jugat l'11 de febrer de 2025
| Club             | Temporada     | Lliga          | Lliga   | Lliga | FA Cup  | FA Cup | Copa de la Lliga | Copa de la Lliga | Europa  | Europa | Altres  | Altres | Total   | Total |
| Club             | Temporada     | Divisió        | Partits | Gols  | Partits | Gols   | Partits          | Gols             | Partits | Gols   | Partits | Gols   | Partits | Gols  |
| ---------------- | ------------- | -------------- | ------- | ----- | ------- | ------ | ---------------- | ---------------- | ------- | ------ | ------- | ------ | ------- | ----- |
| Manchester City  | 2016–17       | Premier League | 0       | 0     | 0       | 0      | 1                | 0                | 0       | 0      | —       | —      | 1       | 0     |
| Manchester City  | 2017–18       | Premier League | 5       | 0     | 1       | 0      | 1                | 0                | 3       | 0      | —       | —      | 10      | 0     |
| Manchester City  | 2018–19       | Premier League | 0       | 0     | 0       | 0      | 0                | 0                | 0       | 0      | 1       | 0      | 1       | 0     |
| Manchester City  | Total         | Total          | 5       | 0     | 1       | 0      | 5                | 2                | 3       | 0      | 1       | 0      | 15      | 2     |
| Reial Madrid     | 2018–19       | La Liga        | 9       | 1     | 2       | 0      | —                | —                | 0       | 0      | —       | —      | 11      | 1     |
| Reial Madrid     | 2019–20       | La Liga        | 6       | 0     | 3       | 1      | —                | —                | 1       | 0      | 0       | 0      | 10      | 1     |
| Reial Madrid     | 2023–24       | La Liga        | 31      | 8     | 2       | 1      | —                | —                | 9       | 2      | 2       | 1      | 44      | 12    |
| Reial Madrid     | 2024–25       | La Liga        | 18      | 3     | 3       | 0      | —                | —                | 6       | 1      | 4       | 0      | 31      | 4     |
| Reial Madrid     | Total         | Total          | 64      | 12    | 10      | 2      | —                | —                | 16      | 3      | 6       | 1      | 96      | 18    |
| AC Milan (cedit) | 2020–21       | Serie A        | 27      | 4     | 2       | 0      | —                | —                | 10      | 3      | —       | —      | 39      | 7     |
| AC Milan (cedit) | 2021–22       | Serie A        | 31      | 3     | 4       | 0      | —                | —                | 5       | 1      | —       | —      | 40      | 4     |
| AC Milan (cedit) | 2022–23       | Serie A        | 33      | 6     | 1       | 0      | —                | —                | 10      | 1      | 2       | 0      | 46      | 7     |
| AC Milan (cedit) | Total         | Total          | 91      | 13    | 7       | 0      | —                | —                | 25      | 5      | 2       | 0      | 126     | 18    |
| Total carrera    | Total carrera | Total carrera  | 160     | 25    | 18      | 2      | 5                | 2                | 43      | 8      | 9       | 1      | 235     | 38    |

1. 1 2 3 4 5 6  Partits de la Lliga de Campions
2. ↑  Partit de la Community Shield
3. ↑  Partits de la Supercopa d'Espanya
4. ↑  2 partits de la Supercopa d'Espanya, 1 partit de la Supercopa d'Europa, 1 partit de la Copa Intercontinental
5. ↑  Partits de la UEFA Europa League
6. ↑  Partit de la Supercoppa Italiana

## Palmarès
Manchester City
- Premier League: 2017–18[25]
- Copa de la lliga anglesa: 2017-18[26]
- Community Shield: 2018[12]

Reial Madrid CF
- Copa Intercontinental de la FIFA: 2024[27]
- Lliga de Campions de la UEFA: 2023-24[28]
- Supercopa d'Europa: 2024[29]
- 2 Lligues espanyoles: 2019-20, 2023-24[30]
- 2 Supercopes d'Espanya: 2019-20, 2024[31]

AC Milan
- Serie A: 2021-22[32]